# واقعات اتفاقیه در روزگار
واقعات اتفاقیه در روزگار  نام کتابی است در احوالات و تاریخچه مشروطیت نوشته محمدمهدی شریف کاشانی. این کتاب در سال ۱۳۳۳ هجری قمری نوشته شده و یکی از کتاب‌های مرجع برای  وقایع دوران سه شاه قاجار بین سال ۱۲۶۴ الی  ۱۳۳۳ هجری قمری می‌باشد .
کتاب شامل یک مقدمه، چهار تذکره، پنج فصل و یک خاتمه است. از این کتاب تنها یک نسخه خطی باقی مانده‌است که در کتابخانه و موزه ملی ملک نگهداری می‌شود. این کتاب در سال ۱۳۶۲ هجری شمسی به کوشش منصوره اتحادیه(نظام مافی) و سیروس سعدوندیان منتشر شده‌است.

## هدف از نگارش کتاب
هدف نویسنده:
در این ایام که بعضی وقایع ناگوار پیش آمده و علمای اعلام، بلکه خاص وعام در مقام جلوگیری از بعضی ظلم ها و تعدیات دولت بر آمده، نظر به اینکه خداوندان عقل و دانش نگارش واقعات اتفاقیه در روزگار را ممدوح شمرده اند، که بی کم و بیش ثبت و ضبط شده تا در روزگار باقی بماند.شایسته دید که مجملی از شرح حال اواخر سلطنت ناصر الدین شاه و اوایل مظفر الدین شاه رادر عنوان تاریخ بنگارد. ولذا خدا را شاهد گرفته که آنچه دیده ونوشته اند بی کم وبیش نگاشته شود.

## بخش های کتاب
مقدمه- شامل شرح حال نویسنده
تذکره اول- آغاز سلطنت ناصر الدین شاه- مسئله مسیو نوز -افتتاح دارالفنون - تشکیل هیئت دربار.
تذکره دوم-سلطنت مظفر الدین شاه و قبح اعمال عمله خلوت- درگیری علما و نوز- تحصن در زاویه عبدالعظیم.
تذکره سوم- شرح وقایع هجرت علما و مهاجرت به قم.
تذکره چهارم- تحصن در سفارت انگلیس- صدور فرمان مشروطیت- افتتاح مجلس- بمباران مجلس- فتح تهران- ورود ناصر الملک تا تاجگذاری احمد شاه، که در فصل‌های پنجگانه این تذکره ذکر شده‌است.
خاتمه- تاجگذاری احمد شاه- افتتاح مجلس سوم در ۱۳۳۳ هجری قمری.

## شیوه نگارش و نمونه آن
"دیشب راپرتی از جناب میرزا حسن رشدیه به جهت من آمد، وی نوشته بود که صلاحاً امروز رفتم جناب علاء الدوله حاکم را ملاقات کردم و به او گفتم: «هرچه در اخلال امور صدر اعظم اقدامات کردید، اثری نداد. ولی امروزه می توانید دو سه نفر از تجار را به یک مستمسکی چوب بزنید تا تجار به علما بگروند. تجار که به علما مع بشوند، صدر اعظم معزول می‌شود و مقاصد شما حاصل می گردد»."
"چند روز قبل، صفحه عکسی از متحصنین در سفارت به مجلس ملت خواهان آورده; همه خود ساخته، همه آراسته، همه حمام رفته، همه مقطع، همه با عصا و تعلیمی به دست، خیلی خیلی موجب تاسف شد که موضوع مطلب و مقصد به کلی از دست رفته، مثل این می ماند که جماعتی به سفارت علیه به میهمانی رفته، عکس هم انداخته اند"